# Ras Beirut

Biệt thư Omar Daouk, Qoreitem, Ras Beirut

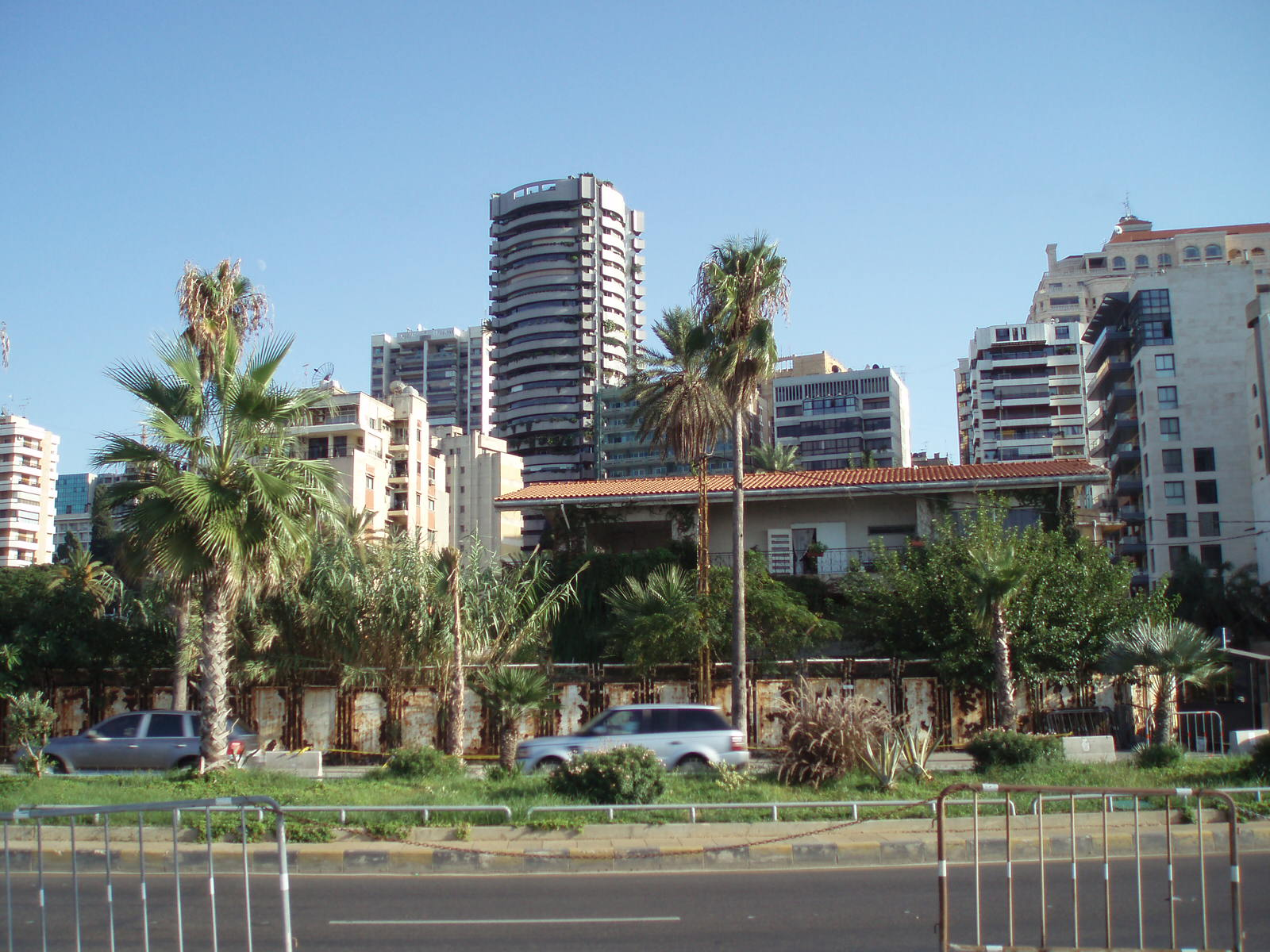
Khu phố Manara tại Ras Beirut

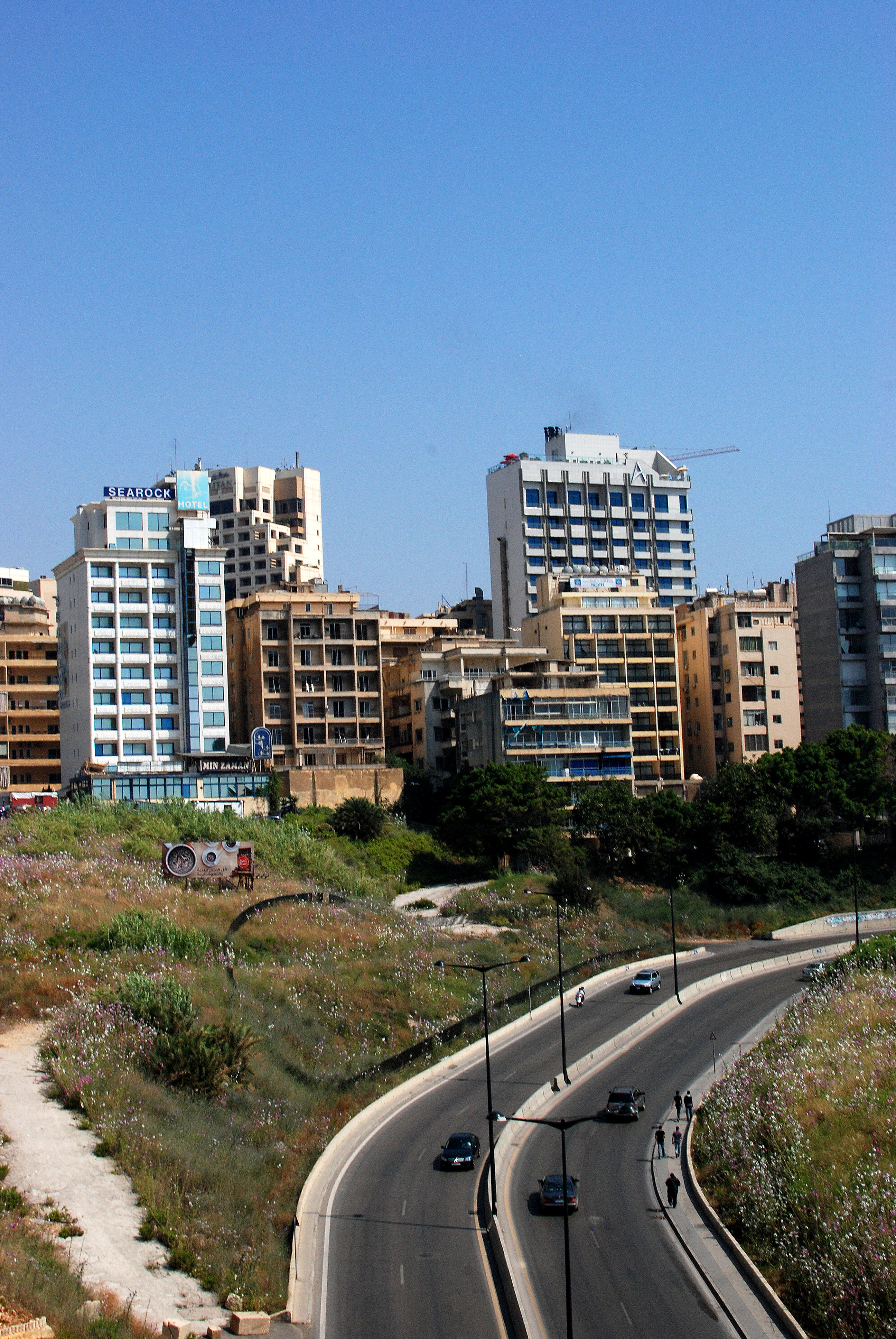

Ras Beirut là một khu dân cư cao cấp ở thủ đô Beirut, Liban. Nó là một quần thể hỗn hợp Kitô giáo, Hồi giáo, người Druze, và những người theo chủ nghĩa thế tục. Ras Beirut là quê hương của một số gia đình nổi tiếng trong lịch sử của Beirut, như gia đình Beyhum, gia đình Daouk, gia đình Itani, gia đình Sinno và những gia đình khác. Trong khu vực có một số trường quốc tế và đại học, như Đại học Hoa Kỳ tại Beirut (AUB) và Đại học Quốc tế Beirut (IC).

## Các gia đình nổi tiếng từ Ras Beirut
- Gia đình Bekhazi
- Gia đình Beyhum
- Gia đình Daouk
- Gia đình Ghalayini
- Gia đình Hamandi
- Gia đình Itani
- Gia đình Chatila
- Gia đình Rebeiz
- Gia đình Sinno

## Các con đường
- Đường Bliss
- Rue Clémenceau
- Rue Madame Curie
- Đại lộ Tướng Gaulle
- Đường Hamra
- Rue Jeanne d'Arc
- Rue John Kennedy
- Đại lộ Paris
- Rue de Phénicie
- Rue George Post
- Rue Van Dyck
- Corniche Beirut